# Хорватська Костайниця

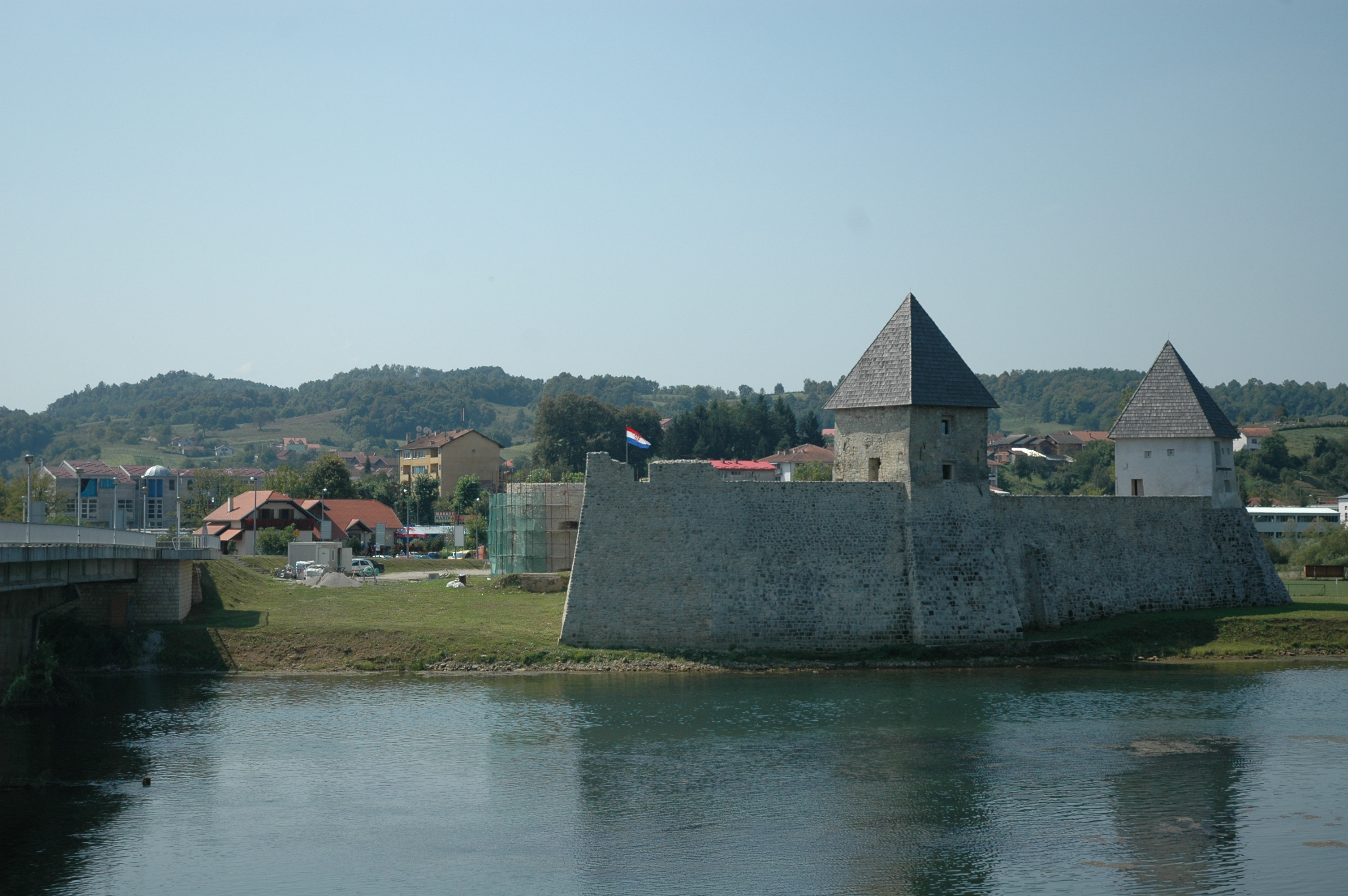
Стара Костайниця

Хорва́тська Коста́йниця або просто Коста́йниця (хорв. Hrvatska Kostajnica, Kostajnica, серб. Хрватска Костајница, застаріле нім. Castanowitz) — містечко в центральній Хорватії, в історичній області Бановина, входить до складу Сисацько-Мославинської жупанії. Розташоване на південь від Петрині і Сисака на березі річки Уна, по якій проходить кордон з Боснією і Герцеговиною. Перший, довший варіант назви зумовлено потребою відрізнитися від розташованого на протилежному боці річки в Боснії і Герцеговині на території Республіки Сербської міста Босанська Костайниця.

## Демографія
Населення громади за даними перепису 2011 року становило 2756 осіб. Населення самого міста становило 2127 осіб. Хорвати утворюють 77,02% населення, а 15,77% становлять серби.
Населення муніципалітету в 1991 році було 14851 житель. З них 9343 були сербами, 4295 — хорватами і 1213 належали до інших етнічних груп. Однак довоєнний муніципалітет був більшим, ніж зараз, позаяк включав деякі місцевості, що пізніше увійшли до сусідніх муніципалітетів.

### Динаміка зміни національного складу міста Костайниця
Дані Державного управління статистики 
| рік перепису | всього | серби         | хорвати       | югослави     | інші        |
| ------------ | ------ | ------------- | ------------- | ------------ | ----------- |
| 1991         | 3480   | 1889 (54,28%) | 1087 (31,23%) | 264 (7,58%)  | 240 (6,89%) |
| 1981         | 3159   | 1374 (43,49%) | 1023 (32,38%) | 639 (20,22%) | 123 (3,89%) |
| 1971         | 2431   | 1104 (45,41%) | 1120 (46,07%) | 110 (4,52%)  | 97 (3,99%)  |

### Динаміка чисельності населення
Динаміка чисельності населення громади:
Динаміка чисельності населення міста:

## Історія
Вперше в історії Костайниця згадується 1240 року в купчій грамоті магістра ордену тамплієрів з Дубиці.

### Етимологія
Назва, ймовірно, походить від старохорватського слова kostanj, що означало каштан.
Раніші назви міста:
- 1240 р.: Koztainicha
- 1258 р.: Kozstanicha
- 1272 р.: Kaztanicha
- 1351 р.: Coztanycha
- 1362 р.: Costgnanice
- 1600 р.: Castanowiz

## Населені пункти
Крім міста Хорватська Костайниця, до громади також входять: 
- Чукур
- Паняни
- Раусоваць
- Росулє
- Селище-Костайницько
- Утолиця

## Клімат
Середня річна температура становить 11,01°C, середня максимальна – 25,25°C, а середня мінімальна – -5,76°C. Середня річна кількість опадів – 996 мм.
| Клімат міста                                  | Клімат міста | Клімат міста | Клімат міста | Клімат міста | Клімат міста | Клімат міста | Клімат міста | Клімат міста | Клімат міста | Клімат міста | Клімат міста | Клімат міста | Клімат міста |
| Показник                                      | Січ.         | Лют.         | Бер.         | Квіт.        | Трав.        | Черв.        | Лип.         | Серп.        | Вер.         | Жовт.        | Лист.        | Груд.        |              |
| Середній максимум, °C                         | 7,04         | 8,86         | 13,26        | 17,56        | 22,07        | 25,25        | 24,22        | 23,62        | 20,02        | 15,20        | 9,64         | 5,55         |              |
| Середня температура, °C                       | 0,63         | 2,47         | 6,87         | 11,18        | 15,68        | 18,86        | 20,59        | 19,99        | 16,38        | 11,58        | 6,01         | 1,93         |              |
| Середній мінімум, °C                          | −5,76        | −3,92        | 0,48         | 4,78         | 9,28         | 12,46        | 16,95        | 16,36        | 12,75        | 7,94         | 2,38         | −1,71        |              |
| Норма опадів, мм                              | 63           | 60           | 71           | 84           | 87           | 96           | 89           | 89           | 88           | 92           | 98           | 79           |              |
| Середньомісячна швидкість вітру, м/с          | 1.62         | 1.81         | 2.20         | 2.10         | 1.95         | 1.78         | 1.72         | 1.60         | 1.58         | 1.64         | 1.66         | 1.69         |              |
| Середньомісячна сонячна радіація, кДж/м²·день | 4387         | 7160         | 10835        | 15307        | 19544        | 21692        | 22814        | 19801        | 14739        | 9190         | 4919         | 3591         |              |
| --------------------------------------------- | ------------ | ------------ | ------------ | ------------ | ------------ | ------------ | ------------ | ------------ | ------------ | ------------ | ------------ | ------------ | ------------ |
| Джерело:                                      |              |              |              |              |              |              |              |              |              |              |              |              |              |